# Лорьян
Лорья́н или Лориа́н (фр. Lorient, брет. An Oriant) — портовый город и коммуна на северо-западе Франции, находится в регионе Бретань, департамент Морбиан, округ Лорьян, кантоны Лорьян-1 и Лорьян-2. Расположен в 153 км к юго-западу от Ренна и в 158 км к западу от Нанта, в 1 км от национальной автомагистрали N165. Лорьян находится в месте слияния рек Скорф и Блаве, образующих рейд Лорьяна. В восточной части города находится железнодорожная станция Лорьян линии Савене-Ландерно. В некоторых дореволюционных изданиях описывается как Лориан.
Население (2019) — 57 246 человек.

## История
Наличие на территории коммуны мегалитов свидетельствует о проживании людей в устье Блаве приблизительно с 3000 года до нашей эры. Сохранились также фрагменты римских дорог, соединявших Ван с Кемпером и Пор-Луи с Каре .
Возникновение современного Лорьяна связано с деятельностью Французской Ост-Индской компании, созданной Жаном-Батистом Кольбером в 1664 году. По указу Людовика XIV в 1666 года она получила земли в Пор-Луи, а также по другую сторону реки в местечке Фауэдик. Один из директоров компании, Дени Ланглуа, в августе 1666 года приобрел земли у рейда в месте слияния рек Скорф и Блаве, и построил там склады, которые стали известны как восточные (Orient по-французски — восток). Первоначально это место функционировало только как вспомогательное по отношению к Пор-Луи, где располагались офисы и магазины компании. После 1664 года в Лорьяне была построена судоверфь французской Ост-Индской компании, что способствовало дальнейшему росту города.
В 1675 году Ост-Индская компания решила отказаться от своей базы в Гавре, слишком пострадавшей от войны, и перенести свою инфраструктуру на юг Бретани. На западном берегу рейда компания построила церковь, мастерские, кузницы и офисы и навсегда покинула Пор-Луи. В 1690 году в этом же месте обосновался Королевский флот, а затем нашли прибежище каперы, покинувшие Сен-Мало.

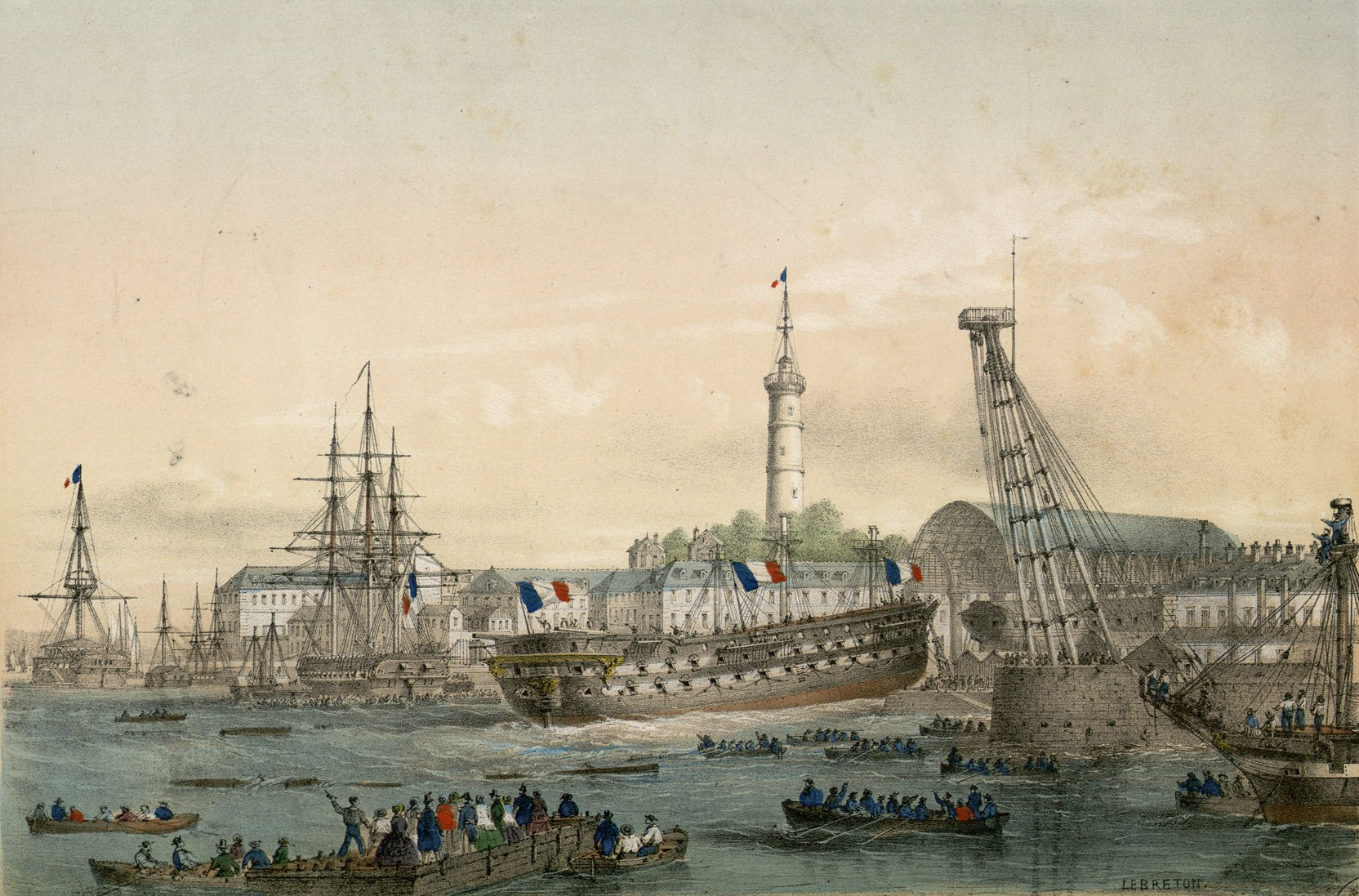
Лорьян в 1860-е

Закрытие Ост-Индской компании в 1769 году остановило развитие Лорьяна, и только в середине XIX века, после промышленной революции и строительства железной дороги, город начинает обретать новое дыхание как военно-морской форпост Франции. Арсенал Лорьяна начинает строить военные корабли, в том числе первые французские линкоры. В это же время начинает развиваться рыболовство; открытие в 1920-х годах рыболовного порта Кероман позволяет городу вступить в новую фазу развития.
В 1941 году командование германской армии, оккупировавшей Францию, решило создать на месте рыболовного порта Кероман базу своего подводного флота. В Лорьяне была построена крупнейшая база немецких подводных лодок времен Второй мировой войны, где разместились вторая и десятая флотилии. Главнокомандующий военно-морским флотом Германии контр-адмирал Дениц разместил в замке Керневел свой штаб.
Город подвергался массированным авианалётам союзников и был практически полностью разрушен, особо сильные бомбардировки проводились в январе-феврале 1943 года. При этом, несмотря на сброс 4000 тонн бомб, базу подводных лодок уничтожить не удалось. Среди защитников Лорьяна были и русские коллаборационисты под командованием подполковника Бочарова. Порт-крепость окончательно сдался американским войскам 10 мая 1945 года, через два дня после победы союзников в Европе. Город Лорьян, «погибший за Францию», в 1949 году награжден Орденом Почётного легиона и Боевым крестом 1939—1945 годов.
Город был восстановлен из руин к середине 1970-х годов, в нем преобладает архитектура 1950-х годов, сохранилось лишь несколько зданий периода Ост-Индской компании.

## Достопримечательности
- Здание торгово-промышленной палаты департамента Морбиан, построено в 1928—1931 годах в стиле арт-деко
- База немецких подлодок периода Второй мировой войны
- Башня Декуверт, XVIII века
- Отель Габриэль — здание Ост-Индской компании конца XVIII века в стиле классицизма, сейчас в нем располагается архив мэрии
- Церковь Нотр-Дам, 1950-е годы
- Часовня Святого Христофора, XV века

## Экономика
Основное значение в экономике Лорьяна имеет порт, главные отрасли экономики — торговля, рыболовство, пассажирские перевозки. Для привлечения туристов проводятся спортивные соревнования на воде и ежегодный фестиваль кельтской музыки.
Рядом с городом расположен Лорьянский Южно-Бретонский аэропорт, из которого осуществляются внутрифранцузские и международные (в Великобританию) рейсы.
Структура занятости населения:
- сельское хозяйство — 0,9 %
- промышленность — 12,0 %
- строительство — 6,0 %
- торговля, транспорт и сфера услуг — 42,8 %
- государственные и муниципальные службы — 38,3 %

Уровень безработицы (2018) — 18,9 % (Франция в целом —  13,4 %, департамент Морбиан — 12,1 %). 

Среднегодовой доход на 1 человека, евро (2018) — 19 700 (Франция в целом — 21 730, департамент Морбиан — 21 830).

## Демография
Динамика численности населения, чел.

## Администрация
Пост мэра Лорьяна с 2020 года занимает член партии Союз за народное движение Фабрис Лоэр (Fabrice Loher). На муниципальных выборах 2020 года возглавляемый им независимый список победил во 2-м туре, получив 35,34 % голосов (из четырех блоков).
| Период | Период | Фамилия         | Партия                                                             | Примечания                                                          |
| ------ | ------ | --------------- | ------------------------------------------------------------------ | ------------------------------------------------------------------- |
| 1959   | 1965   | Луи Глотен      | Разные правые                                                      |                                                                     |
| 1965   | 1973   | Ив Аленма       | Французская секция Рабочего интернационала Социалистическая партия | школьный учитель                                                    |
| 1973   | 1981   | Жан Лагард      | Социалистическая партия                                            | офицер в отставке                                                   |
| 1981   | 1998   | Жан-Ив Ле Дриан | Социалистическая партия                                            | председатель Регионального совета Бретани, министр Франции          |
| 1998   | 2020   | Норбер Метери   | Социалистическая партия                                            | член Генерального совета департамента, президент агломерации Лорьян |
| 2020   |        | Фабрис Лоэр     | Союз за народное движение                                          | президент агломерации Лорьян                                        |

## Культура
Начиная с августа 1970 года в Лорьяне проводится Festival Interceltique de Lorient., фестиваль музыкантов, танцоров и художников кельтского происхождения со всего мира (Бретань, Ирландия, Шотландия, Галисия, Австралия, Акидия, остров Мэн). Является одним из крупнейших фестивалей в Европе, число участников в 2015 году составило 750 000 человек.

## Военно-морская база Кероман
Несмотря на тяжёлые бомбардировки в ходе Второй мировой войны, бывшая германская база подводных лодок в местности Кероман уцелела до наших дней. В наши дни большая часть территории базы является музеем, открытым для посещения круглый год.

## Спорт
В городе имеется более 80 спортивных сооружений, в том числе центр водных видов спорта с семью бассейнами, футбольный стадион Стад дю Мустуар, яхтенный порт и Дворец спорта Керварик. В 2010 году Лорьян получил премию самого спортивного города Франции в категории от 20 000 до 100 000 жителей, присуждаемую газетой L’Équipe. Профессиональный спорт представлен футбольным клубом Лорьян, выступающим в Лиге 1 или Лиге 2 чемпионата Франции, баскетбольным клубом Лорьян, выступающим в 3 лиге национального чемпионата, и популярными яхтенными регатами.
Кроме того, город 11 раз принимал этап велогонки Тур де Франс, а также такие популярные регаты, как Volvo Ocean Race.

## Города-побратимы
- Голуэй, Ирландия
- Виго, Испания
- Уиррал, Великобритания
- Вентспилс, Латвия
- Людвигсхафен, Германия
- Ческе-Будеёвице, Чехия
- Денизли, Турция

## Знаменитые уроженцы
- Жак Камбри (1749—1807), исследователь древностей.
- Франсуа-Жосеф Буве (1753—1832), адмирал, участник Революционных и Наполеоновских войн.
- Жюльен-Дезире Шмальц (1771—1826), колониальный администратор, губернатор Сенегала в 1816—1820 гг.
- Мари Дорваль (1798—1849), актриса.
- Луи Линан де Бельфон (1799—1883), инженер и художник, автор проекта строительства Суэцкого канала.
- Огюст Бризё (1803—1858), поэт.
- Жюль Симон (1814—1896), философ, публицист, премьер-министр Франции в 1866—1867 гг.
- Виктор Массе (1822—1884), композитор, музыкальный педагог, профессор Парижской консерватории.
- Эрнест Элло (1828—1885), писатель и литературный критик, христианский мыслитель-мистик.
- Пьер Фату (1878—1929), математик, работавший в области голоморфной динамики.
- Жак Ваше (1895—1919), писатель, поэт, друг и соратник Андре Бретона.
- Николь Ле Дуарен (род. 1930), биолог.
- Жан-Ив Ле Дриан (род. 1947), мэр Лорьяна, министр обороны и иностранных дел Франции.
- Ирен Френ (род. 1950), писательница.

## Кинематограф
В Лорьяне проходили съёмки фильма «17 девушек».

## Галерея

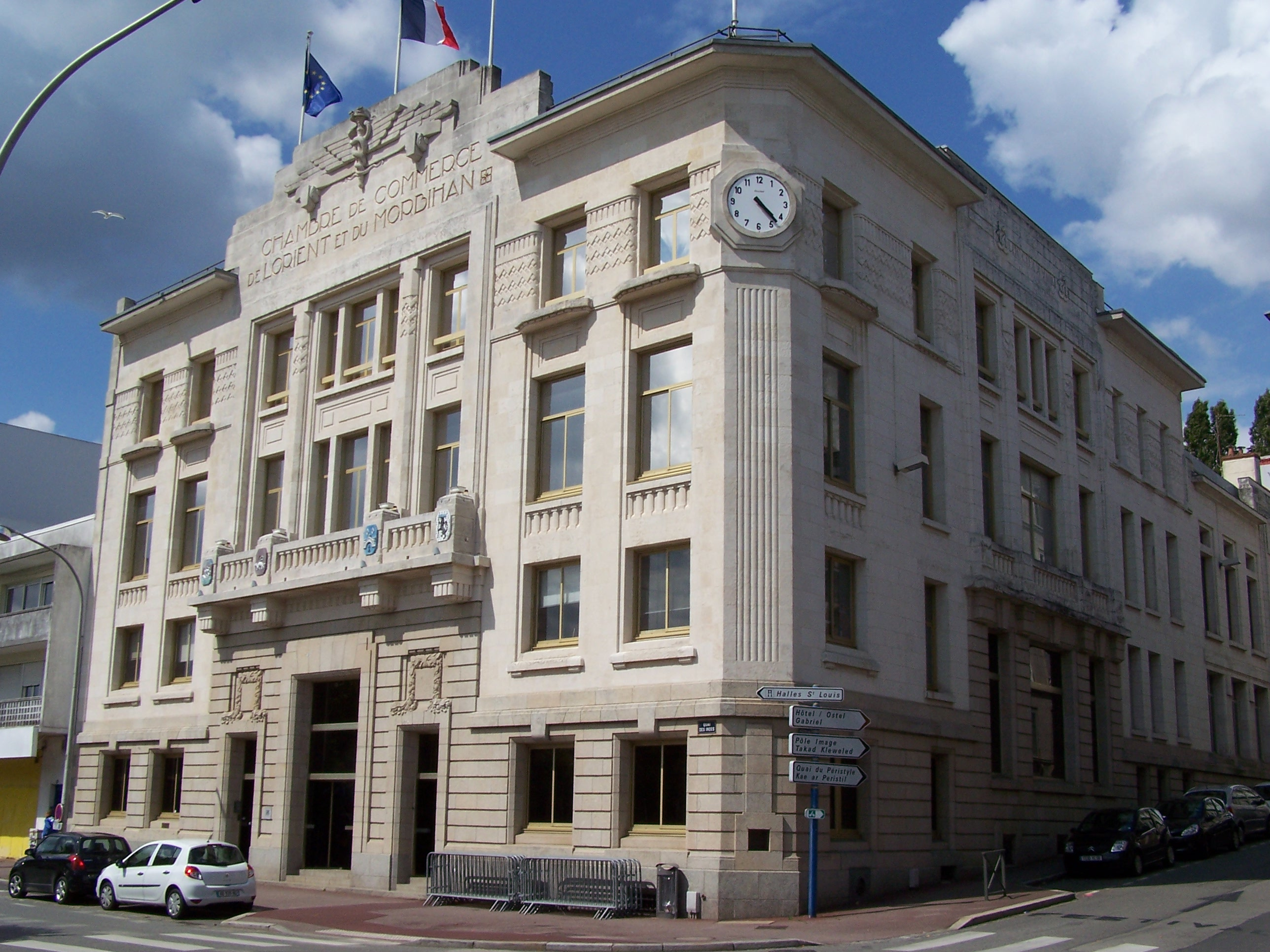
Здание торгово-промышленной палаты
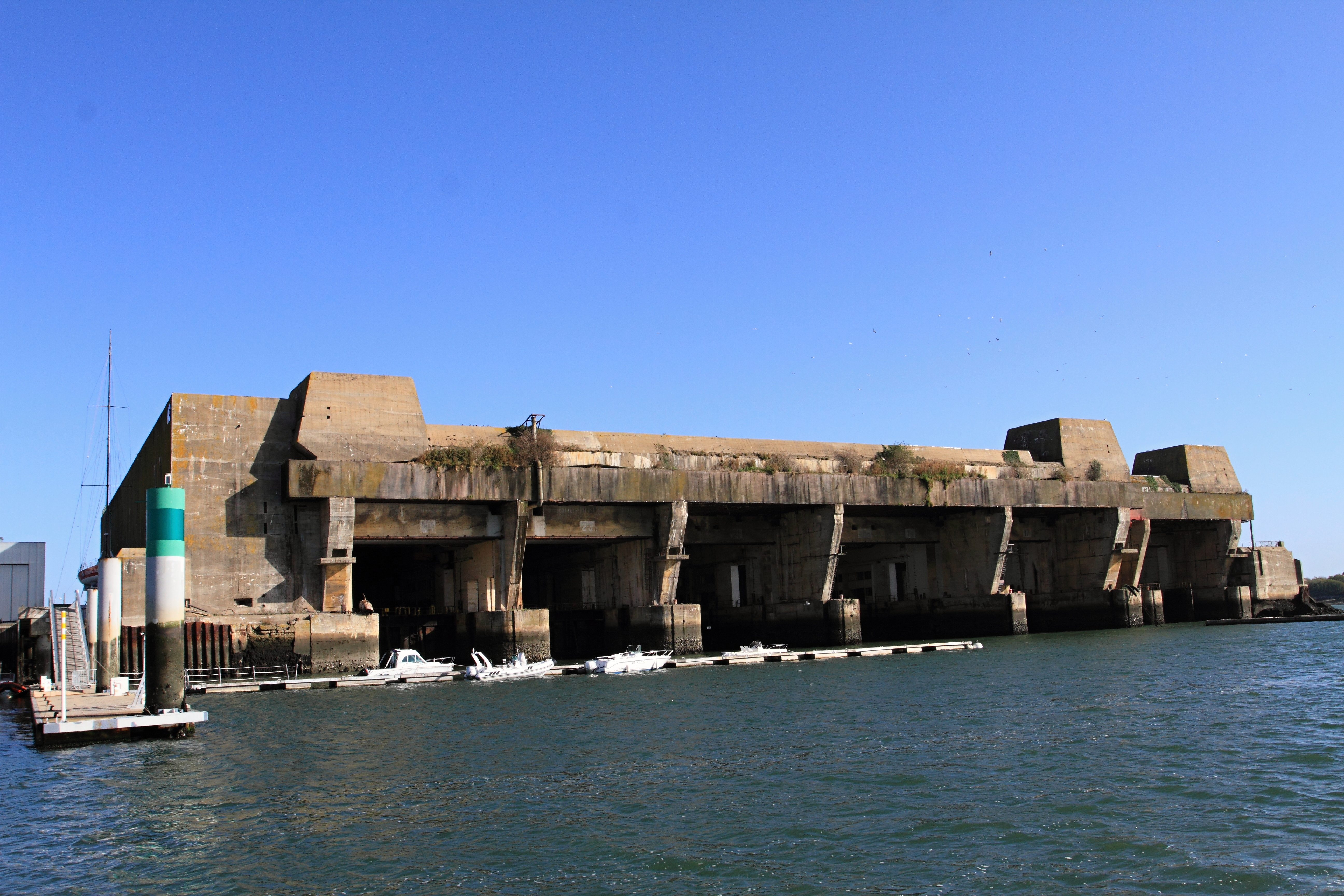
База немецких подлодок
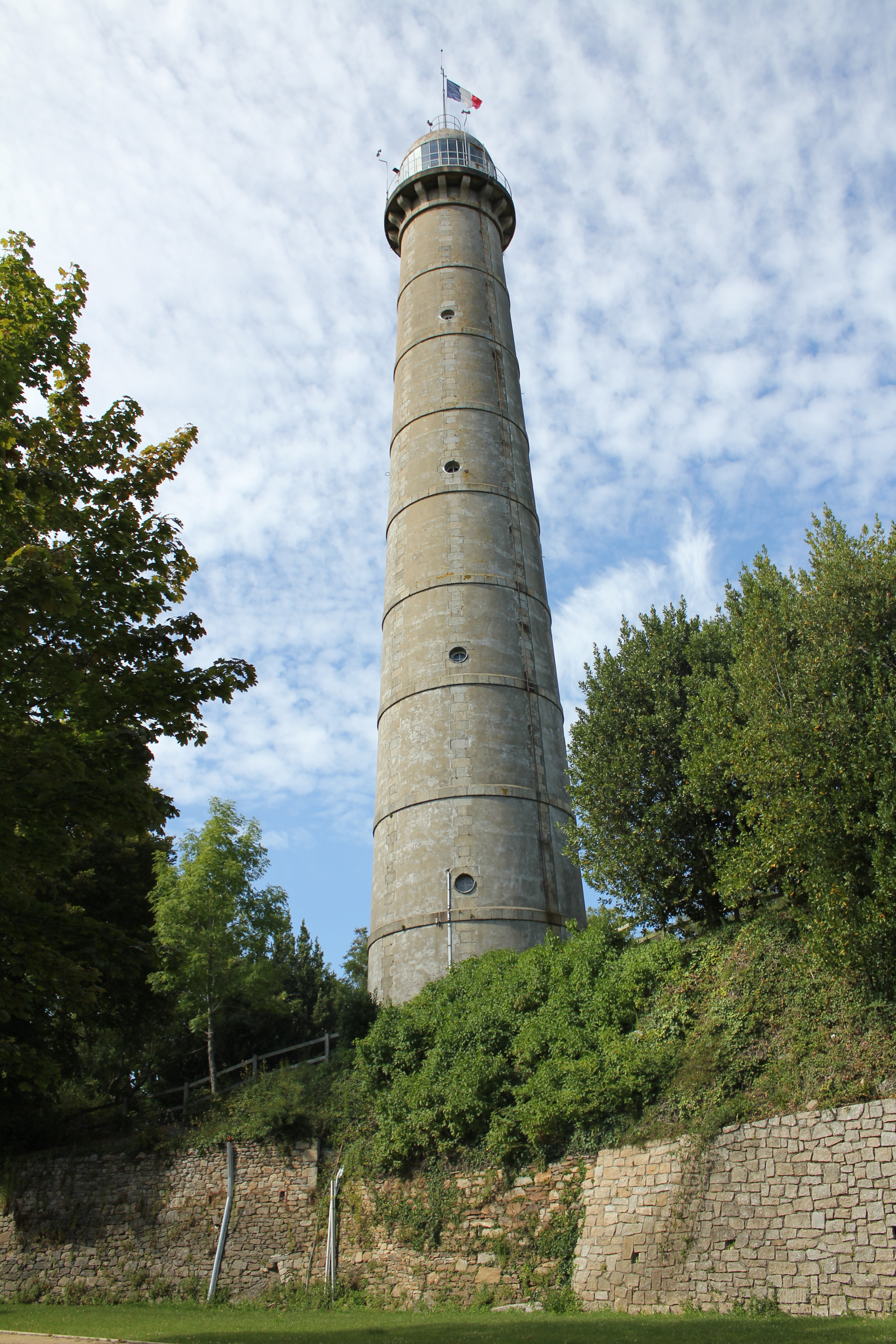
Башня Декуверт
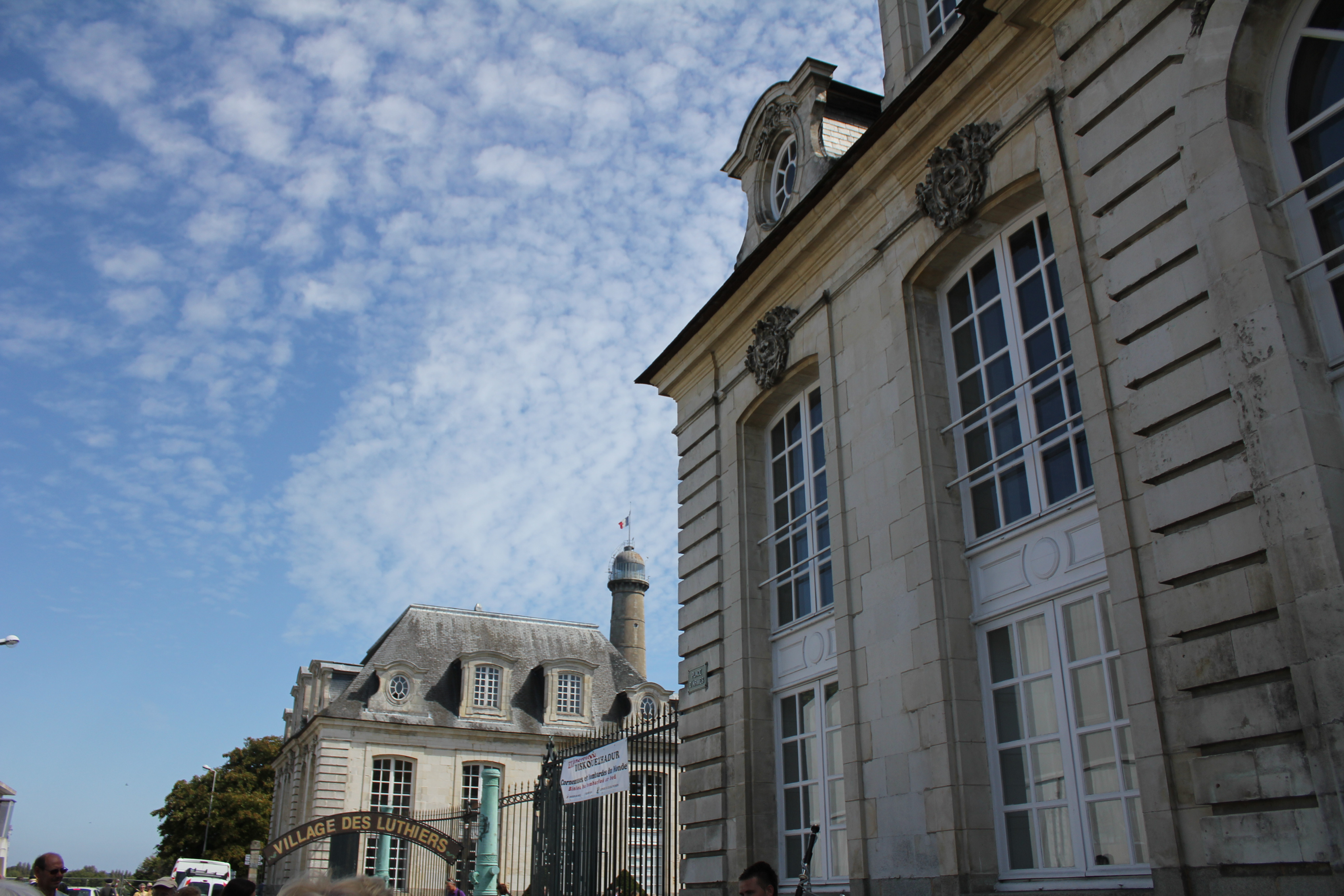
Отель Габриэль
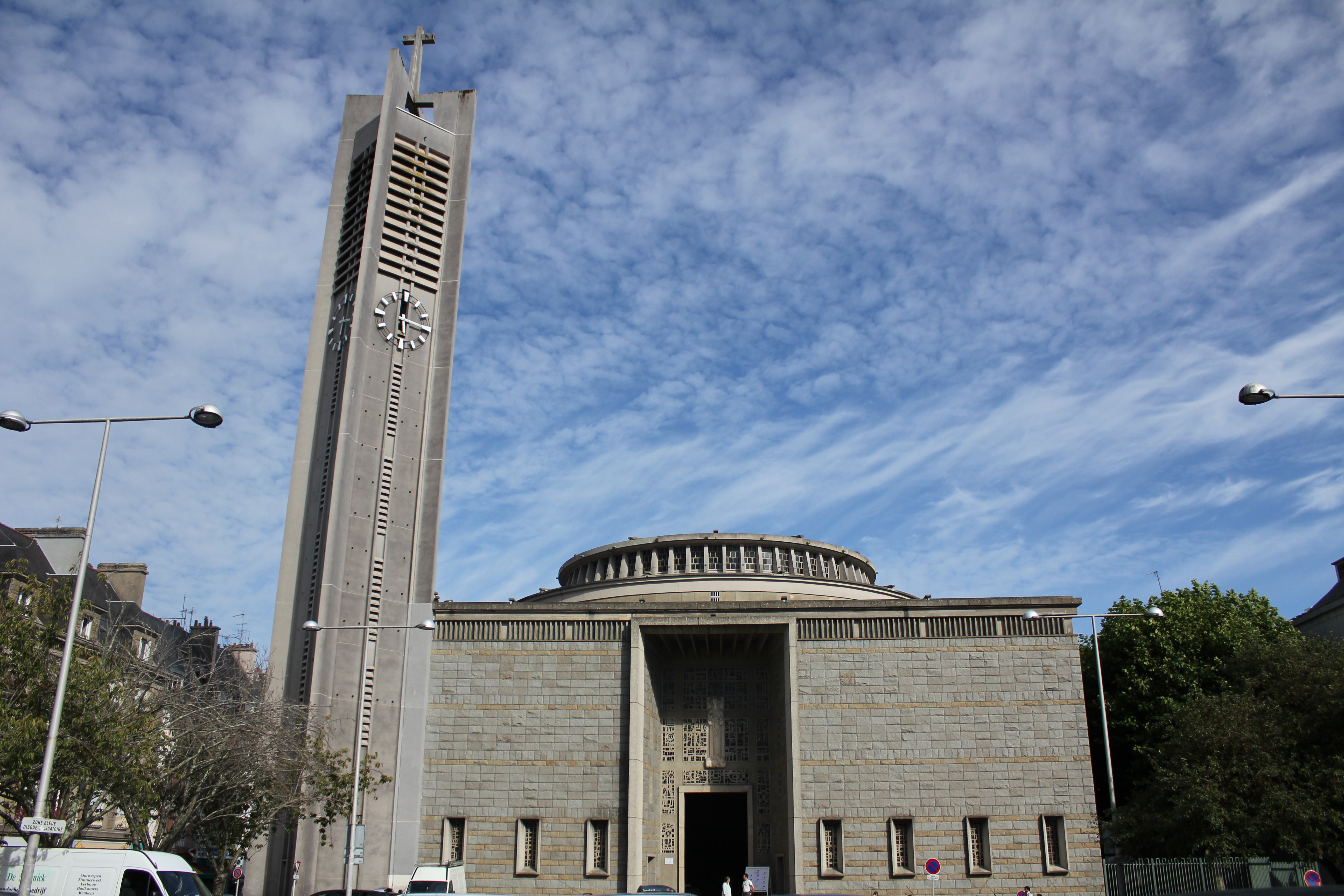
Церковь Нотр-Дам
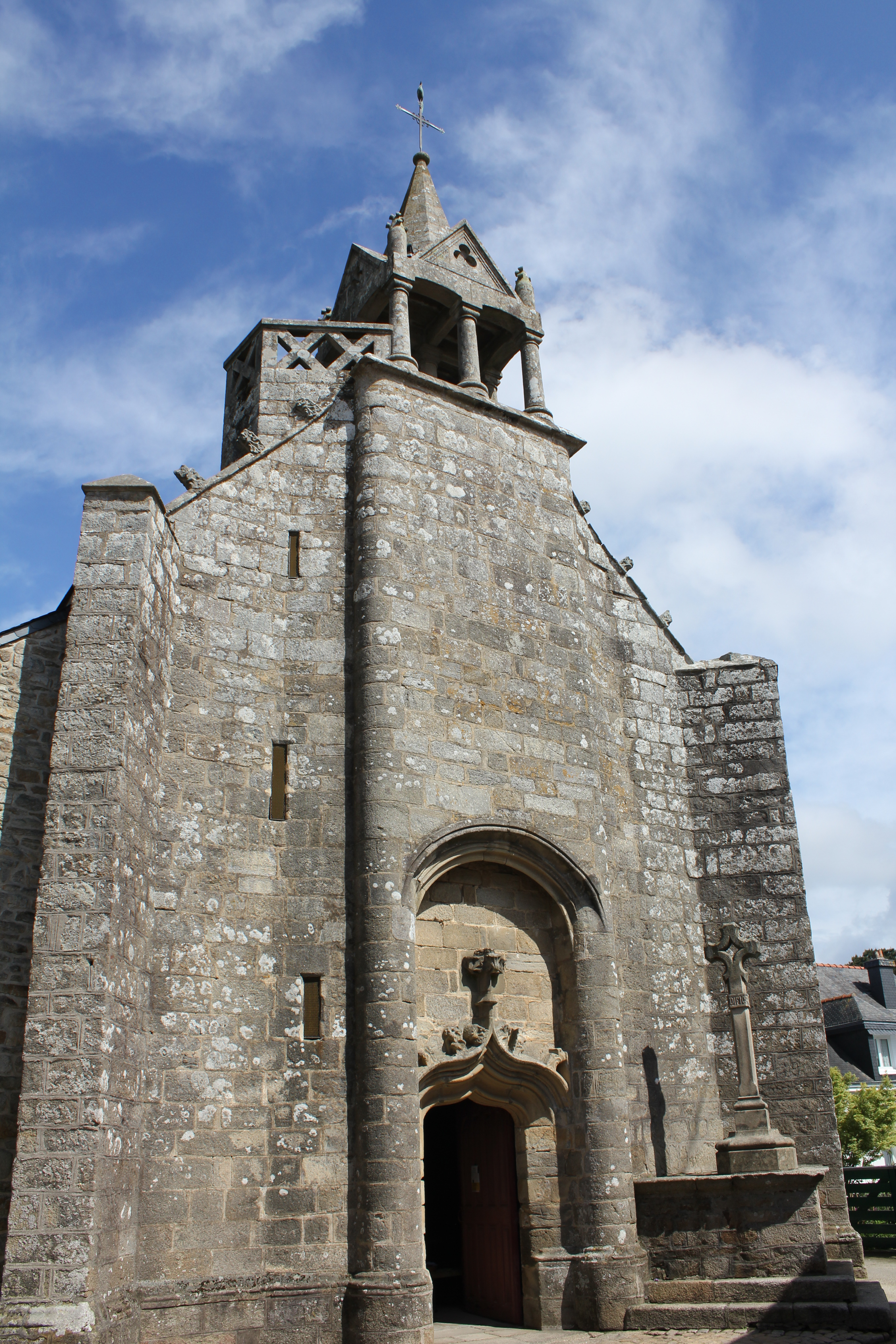
Часовня Святого Христофора
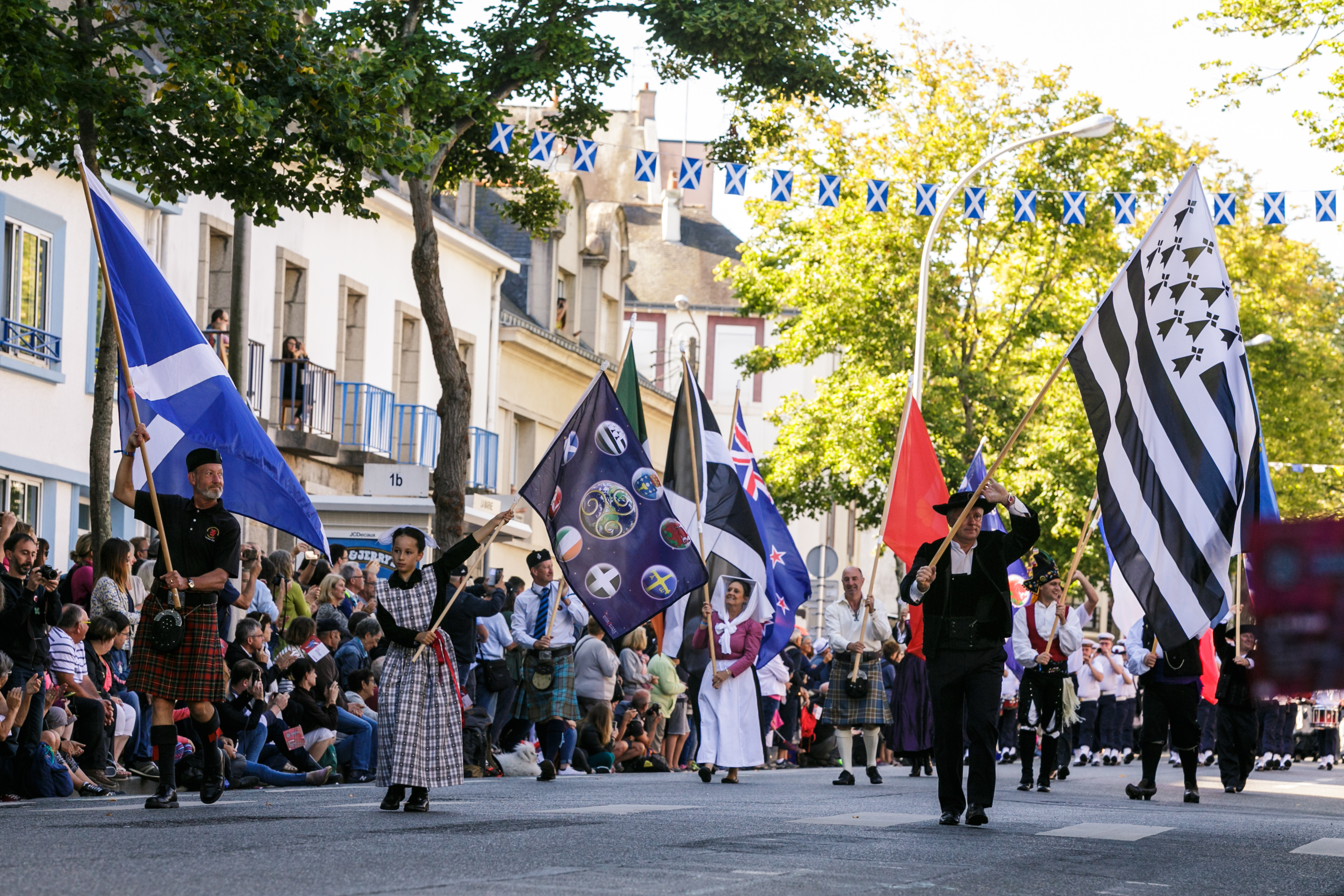
Фестиваль кельтской музыки
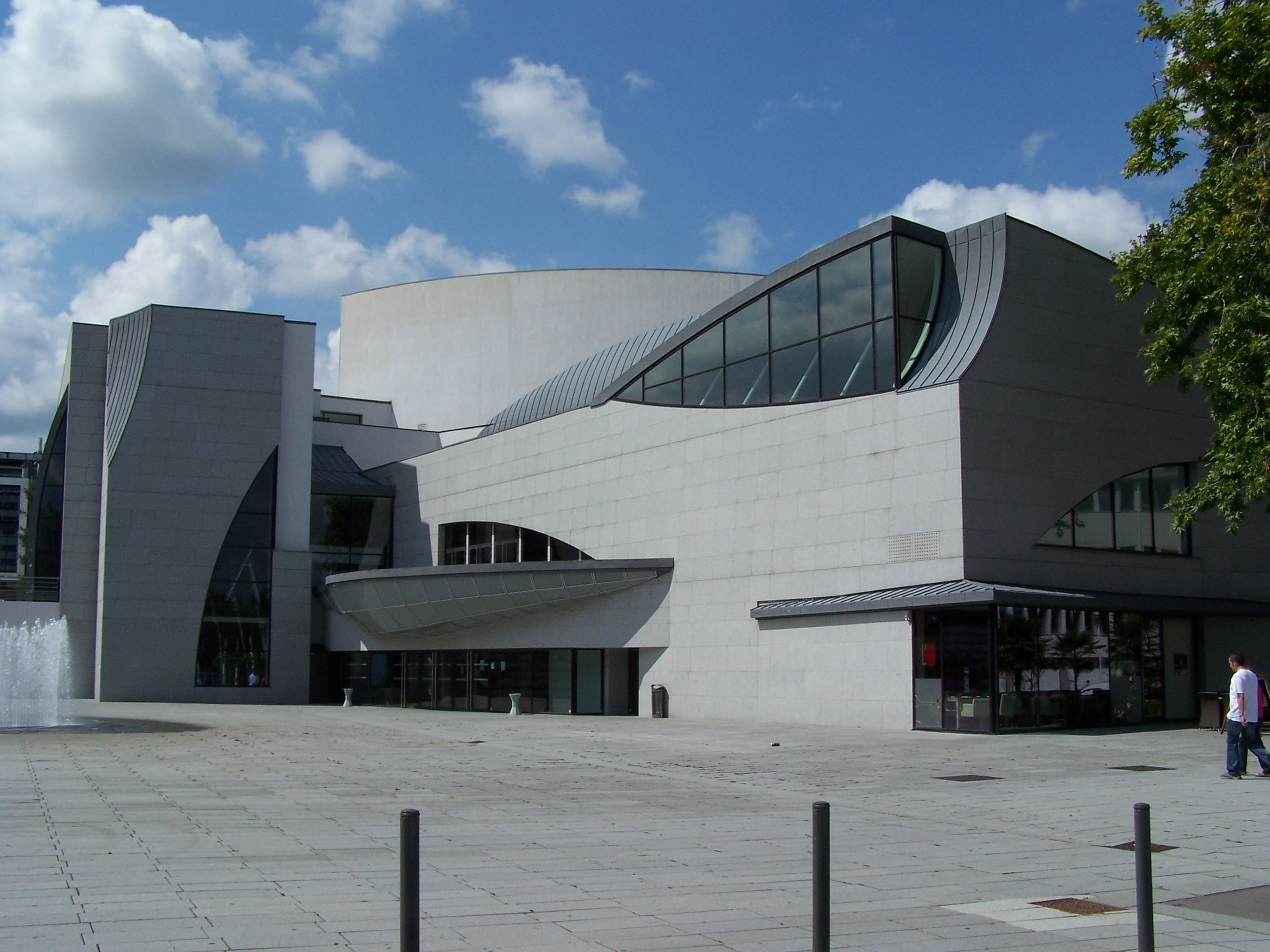
Музыкальный театр